# Lars Rask
Lars Rask, född 14 december 1946, död 13 april 2018 i Uppsala, var en svensk medicinsk kemist och professor. 
Han påbörjade 1965 läkarstudier vid Uppsala universitet och disputerade där 1971 på en doktorsavhandling om vitamin A-metabolism. Tillsammans med Per A. Peterson byggde han inom den medicinska fakulteten upp en forskargrupp på Biomedicinskt Centrum. Gruppen växte snabbt och 1979 blev den en egen institution, Institutionen för cellforskning, och flyttade till Wallenberglaboratoriet i Uppsala. Under 1979–1980 var Rask gästforskare vid Pasteurinstitutet för att inhämta metoder inom DNA-forskning. Vid Institutionen för cellforskning bedrevs forskning främst om vitamin A och gener i histokompatibilitetskomplexet MHC (major histocompatibility complex) hos människa och mus. Bland de främsta upptäckterna märks klonering av vitamin A(retinol)-bindande protein och ett stort antal MHC-gener. Under denna period disputerade ett stort antal doktorander och många postdoktorer och gästforskare vistades vid institutionen. 
År 1984 rekryterades Rask till Sveriges lantbruksuniversitet för en professur i molekylär cellbiologi inom växtforskning. Forskningen fokuserade bland annat på lagringsproteiner i frön och genreglering i raps. Från 1996 innehade Rask en professur i medicinsk och fysiologisk kemi vid Uppsala universitet och forskade bland annat på kalcium-omsättning i människa.
Rask blev 1991 ledamot av Kungliga Vetenskapsakademien, klassen för biologiska vetenskaper och 2004 ledamot av Kungliga Skogs- och Lantbruksakademien. Han har publicerat över 200 vetenskapliga artiklar och handledde över 40 doktorander till disputation. Han mottog 1986 Thureus-priset i medicin från Kungliga Vetenskapssocieteten i Uppsala och 2007 Linné-priset i botanik från Kungliga Fysiografiska Sällskapet i Lund. 
Rask hade en rad förtroendeuppdrag som prefekt och i fakultetsstyrelse. Vid Uppsala universitet var han vicerektor 1997–1999 och vicedekanus för medicinska fakulteten 2002–2003. Han var dekanus vid SLU 2004–2005. Han hade ett flertal uppdrag vid Medicinska forskningsrådet (MFR) och Naturvetenskapliga forskningsrådet (NFR). Han var huvudsekreterare vid Skogs- och jordbrukets forskningsråd (SJFR) 2000 och medverkade vid dess övergång till FORMAS 2001. År 2005 blev Rask utnämnd till verkställande direktör för Stiftelsen för strategisk forskning, en tjänst som han avgick från 2012 efter att det uppdagats att stiftelsen spenderat flera miljoner på pr-projekt och fester under tre års tid. En granskning av verksamheten gjordes av Kungliga Vetenskapsakademien och Kungliga Ingenjörsvetenskapsakademien och deras rapport publicerades 2013. Granskningsrapporten fann att ansvaret för pr-evenemangen låg på styrelseordföranden, styrelsen och revisorerna. Den friade alltså Rask från ansvar.
Lars Rask är begravd på Uppsala gamla kyrkogård.